# Bushi
 (novembre 2019).
Si vous disposez d'ouvrages ou d'articles de référence ou si vous connaissez des sites web de qualité traitant du thème abordé ici, merci de compléter l'article en donnant les références utiles à sa vérifiabilité et en les liant à la section « Notes et références ».
Pour les articles homonymes, voir Bushi (homonymie).
Bushi (武士), aussi lu de façon archaïque « mononofu », est un terme d'origine japonaise signifiant littéralement « guerrier gentilhomme » en japonais.
Le terme apparaît pour la première fois dans le livre d'histoire japonaise Shoku nihongi écrit sous l'ère Heian, vers l'an 800. Il provient du chinois « wushi » (武士, pinyin « wǔshì », voir l'article Jiang hu).
Bushi et samouraïs sont souvent confondus mais ils correspondent à des périodes et à des fonctions différentes.
Les bushi étaient des cavaliers en armure dont l'arme principale était le yumi (arc). Ils étaient chargés de la protection des clans familiaux appelés uji. C'est cette proximité avec la noblesse qui est à l'origine de leur nom de « guerrier gentilhomme ».
Sous l'ère Heian, une scission s'opère entre la noblesse à part entière, la très raffinée aristocratie impériale (kuge) et la classe des bushi (mi-guerrière, mi-noble et surtout moins raffinée).
En 1156, les trois principaux bushidan (武士団, « clans guerriers »), Fujiwara, Taira et Minamoto, s'affrontent lors de la rébellion de Hōgen pour succéder au pouvoir à la noblesse impériale, contrainte de se retirer en province.
En 1185, à l'issue de la rébellion de Heiji et de la guerre de Genpei, Minamoto no Yoritomo établit la suprématie de la caste guerrière et met en place le shogunat de Kamakura.

## Dubushiau samouraï
Au XVIIe siècle, au début de la période Edo, les shoguns Tokugawa créent une hiérarchie sociale à quatre échelons surnommée « système shi-no-ko-sho » :
- la noblesse guerrière (士, shi?, gentilshommes regroupés au sein du buke (武家), littéralement « maison des guerriers »),
- les paysans (農, nô?),
- les artisans (工, kô?),
- les commerçants (商, shô?).

Les bushi les plus riches sont nommés daimyos. Ils sont entourés d'une troupe de guerriers serviteurs reconnaissables au fait qu'ils portent deux sabres (daisho). Ces guerriers serviteurs accompagnaient les daimyos lors des résidences alternées obligatoires (sankin-kotai) à la cour du shogun.
Le mot « samurai » provient du verbe saburau qui signifie « servir » ou « rester à côté de », lorsqu'il s'agit d'une personne importante. Le substantif du verbe saburau est saburai qui est devenu « samurai » vers le XVIe siècle. Depuis cette époque, le terme « samurai » est utilisé pour nommer les différents types de guerriers appliquant le code bushidō.
Le bushi se distingue donc du samouraï par le fait que ce dernier a un lien de subordination plus marqué envers celui qu'il protège. Le samouraï appartient à une classe supérieure de guerriers, en tant que garde de la cour impériale et de la haute noblesse.